# Amphiporus mortonmilleri
Amphiporus mortonmilleri är en djurart som tillhör fylumet slemmaskar, och som beskrevs av Gibson 2002. Amphiporus mortonmilleri ingår i släktet Amphiporus och familjen Amphiporidae.
Artens utbredningsområde är havet kring Nya Zeeland. Inga underarter finns listade i Catalogue of Life.